# SigmaKalon
SigmaKalon was tussen 1999 en 2008 een door fusies gevormde fabrikant van verfproducten. Inmiddels is het opgegaan in PPG Industries.

## Geschiedenis
Het bedrijf ontstond in 1999, toen de Franse oliemaatschappij Total het Belgische Petrofina overnam. Het Nederlandse bedrijf Sigma Coatings was eigendom van Petrofina, terwijl de Britse verffabrikant Kalon eigendom van Total was. Beide bedrijven werden na de overname bij elkaar gevoegd tot SigmaKalon. Het hoofdkantoor was gevestigd te Uithoorn.
Het bedrijf werd in 2003 verkocht voor 1 miljard euro aan Bain Capital, een private-equitybedrijf. Dit heeft SigmaKalon op 2 januari 2008 met grote winst doorverkocht aan het Amerikaanse verfbedrijf Pittsburgh Plate Glass Industries (PPG Industries). Door deze overname werd PPG het tweede verfbedrijf ter wereld.

## Het bedrijf
SigmaKalon was in 2007, na Akzo Coatings van AkzoNobel, de tweede verffabrikant van Europa. SigmaKalon had in 2006 een omzet van 2,76 miljard dollar. SigmaKalon produceerde vooral decoratieve verven en lakken (75% van de omzet), onder merknamen als Histor, Sigma Coatings, Ripolin, en Rambo. Een kwart van de omzet werd gevormd door verven voor scheepvaart en industrie. Het bedrijf had ongeveer 10.000 werknemers wereldwijd, waarvan 2500 in Nederland. AkzoNobel kon het bedrijf niet overnemen, omdat het marktaandeel dan te groot zou worden.
In Nederland vond men vestigingen in de volgende plaatsen:
- Uithoorn
- Amsterdam
- Veenendaal
- 's-Hertogenbosch

Na de overname is de naam SigmaKalon verdwenen, wat niet geldt voor de meeste merknamen.